# Unterdießen
Unterdießen er en kommune i Landkreis Landsberg am Lech, Regierungsbezirk Oberbayern i den tyske delstat Bayern. Den er en del af Verwaltungsgemeinschaft Fuchstal.

## Geografi
Unterdiessen ligger ved den romerske Via Claudia. Romantische Straße passerer få kilometer syd for byen.
Kommunen ligger vest for floden Lech på en cirka 2 km bred grusflade. Unterdießen består af landsbyerne Oberdießen, Unterdießen og Dornstetten. Gennem Ober- og Unterdießen løber floden Wiesbach, Dornstetten ligger længere mod øst.

## Museer
I Oberdiessen er der et museum med værker af maleren Oswald Malura fra München, der havde et atelier i byen.